# Manuel Zeferino
Manuel Zeferino (Navais, Póvoa de Varzim, 23 de julho de 1960) foi um ciclista e director desportivo de ciclismo português. Vencedor a Volta a Portugal em 1981, é um dos mais vitorioso directores desportivos do ciclismo português.

## Biografia
Manuel Ramos Zeferino nasceu em 23 de julho de 1960, em Navais, Póvoa de Varzim, (distrito do Porto).
[carece de fontes?]
Como ciclista profissional, começou em 1980 no Futebol Clube do Porto - UBP. Passa depois pela Mako Jeans (1983) e pelo Sporting Clube de Portugal - Raposeira (1984) antes de ingressar na espanhola Zor - Gemeaz (1985). Continua a sucessão de equipas em Portugal com Lousa - Trinaranjus - Akai (1986) e Sporting Clube de Portugal - Vitalis (1987) antes de ingressar no Boavista Futebol Clube - Sportlis (1988), depois Recer - Boavista onde terminaria a sua carreira em 1992.
Enquanto ciclista destacam-se as vitórias de Manuel Zeferino na Volta a Portugal em 1981 (com apenas 21 anos) e na Volta ao Alentejo em 1986, juntando-se ao seu palmarés a Clássica Matosinhos - Régua (1989) e os Grandes Prémios Sical, Jornal de Notícias (1982), Costa Azul (1986), Jornal Crescendo (1988) e Correio da Manhã (1989).
Manuel Zeferino recebeu o Prémio da Imprensa (1981), ou Prémio da Bordalo, como "Revelação" na categoria de "Desporto", entregue pela Casa da Imprensa, em 1982, numa cerimónia em que também foram distinguidos, na mesma categoria, os atletas Rosa Mota, Fernando Mamede e Armando Aldegalega (Recompensa de uma Carreira), o futebolista António Oliveira e o treinador Mourinho Félix.
A nível internacional destacam-se as participações como ciclista no Tour de França (1984) com o Sporting Clube de Portugal-Raposeira, na Vuelta a Espanha (1985) na espanhola Zor - Gemeaz e na Volta Ciclista Internacional do Brasil (1988) com a Boavista Futebol Clube - Sportlis.
Em 1993, tornou-se director desportivo da equipa da União Ciclista da Maia (Maia-Milaneza-MSS, Póvoa Cycling Club, LA-MSS).
[carece de fontes?]
Manuel Zeferino, um dos mais vitorioso directores desportivos do ciclismo profissional português, saiu da modalidade em 2008, após um caso de suposta dopagem na LA-MSS, equipa à data com sede na Póvoa de Varzim e que se extinguiu por essa altura. O director desportivo e o médico espanhol Marcos Maynar foram acusados de coautoria de um total de 16 crimes de administração de doping e de manipulação de substâncias alimentares e medicinais. O Tribunal Póvoa de Varzim absolveu-os das acusações em 2010.

## Palmarés
- 1981 - Vencedor da Volta a Portugal em Bicicleta[1][3]
- 1982 - Vencedor do Grande Prémio Jornal de Notícias (Geral, Pontos e Juventude)[1][3]
- 1982 - Vencedor do Prémio da Juventude na Volta a Portugal em Bicicleta[1]
- 1986 - Volta ao Alentejo[1][3]
- 1986 - Vencedor do Grande Prémio Costa Azul[1][3]
- 1988 - Vencedor do Grande Prémio Jornal Crescendo[1]
- 1989 - Vencedor do Grande Prémio Correio da Manhã[1][3]
- 1989 - Vencedor da Clássica Matosinhos - Régua[1][3]